# Bramfield (Hertfordshire)
Pour les articles homonymes, voir Bramfield.
Bramfield est une paroisse civile et un village du Hertfordshire, en Angleterre.